# Katabolizm
Katabolizm (z gr. καταβολή od κᾰτᾰ 'w dół' i βάλλειν 'rzut') – ogół reakcji chemicznych metabolizmu prowadzący do rozpadu złożonych związków chemicznych na prostsze cząsteczki. Przeciwieństwo anabolizmu. Reakcja egzoenergetyczna, uwalniająca energię, substraty muszą być o wyższym poziomie energii, a produkty o niższym. Należą tu:
- oddychanie tlenowe (niezbędnym warunkiem do przeprowadzenia reakcji jest obecność tlenu):

C6H12O6 + 6O2 → 6CO2 + 6H2O + energia (ATP)
- oddychanie beztlenowe (zamiast tlenu mogą być wykorzystane związki nieorganiczne, takie jak azotany lub siarczany. Taki metabolizm mogą przeprowadzić tylko niektóre rodzaje bakterii, które potrafią wykorzystać związki nieorganiczne, np. bakterie denitryfikacyjne pobierają związki azotu, redukując azotany do azotynów, a nawet wolnego azotu:

C6H12O6 + 12KNO3 → 6CO2 + 6H2O + 12KNO2 + energia (ATP)
- komórki niektórych grzybów i bakterii oraz np. mięśni szkieletowych człowieka w warunkach niedoboru tlenu przeprowadzają trzeci szlak metabolizmu, zwany fermentacją, w którym wykorzystywane są związki organiczne, np.:

C6H12O6 → 2CO2 + 2C2H5OH + energia (ATP) (fermentacja alkoholowa)
lub
C6H12O6 → 2C3H6O3 + energia (ATP) (fermentacja mlekowa)